# Óleo dois tempos

Um frasco de óleo dois tempos com tampa misturadora, o combustível fica azul para reconhecer que a gasolina já está lubrificada.

Óleo dois tempos ou lubrificante dois tempos é um tipo de óleo de motor desenvolvido para os sistema de dois tempos.
Ao contrário dos motores com ciclos de quatro tempos que tem o cárter fechado, estes motores utilizam o cárter como parte da indução forçada, e, por conseguinte, o óleo pode ser misturado com gasolina a ser distribuído por todo o mecanismo para lubrificação. A mistura resultante é designado como PETROIL. O óleo dois tempos é finalmente queimado, juntamente com o combustível configurando um sistema de lubrificação com perda total. Isso resulta em aumento das emissões de escape, às vezes com fumaça azul e odor característico.
A base do óleo é o petróleo, óleo de mamona (óleo vegetal), semi-sintético ou óleo sintético e é misturado (ou inserido por injeção) com gasolina em uma proporção compreendida entre 16 partes de combustível para uma de óleo: 1 a partir de 100: 1. Para evitar as altas emissões e depósitos oleosos sobre a vela de ignição, alguns sistemas de dois tempo menores como equipamentos de jardinagem, podem apresentar problemas de lubrificação em excesso.
Os óleos devem atender ou exceder as seguintes especificações típicas: TC-W3TM, NMMA, [API] TC, JASO FC, ISO-L-ego.
Comparando óleo lubrificante regular com óleo dois tempos, a diferença relevante é que o óleo de dois tempos deve ter um teor de resíduos de carbono e cinzas muito menor. Isto é necessário para minimizar os depósitos, que tendem a formar cinzas que estão presentes no óleo, que é queimado na câmara de combustão do motor.
Desde os anos 1980 diferentes tipos de óleo 2 tempos têm sido desenvolvidos para usos específicos, como motores de popa 2 tempos, premix 2 de óleo de curso, bem como o lubrificante com padrão mais automotivo (motocicleta)

## Ingredientes aditivos
Aditivos para óleos 2 tempos se dividem em várias categorias gerais: detergentes/dispersantes, agentes antidesgaste, componentes de biodegradabilidade e antioxidantes.(a base de Zinco)